# Список птахів Північних Маріанських островів
Це перелік видів птахів, зафіксованих на території Північних Маріанських островів. Авіфауна Північних Маріанських островів налічує загалом 177 видів, з яких 7 є ендемічними, а 5 були інтродуковані людьми.

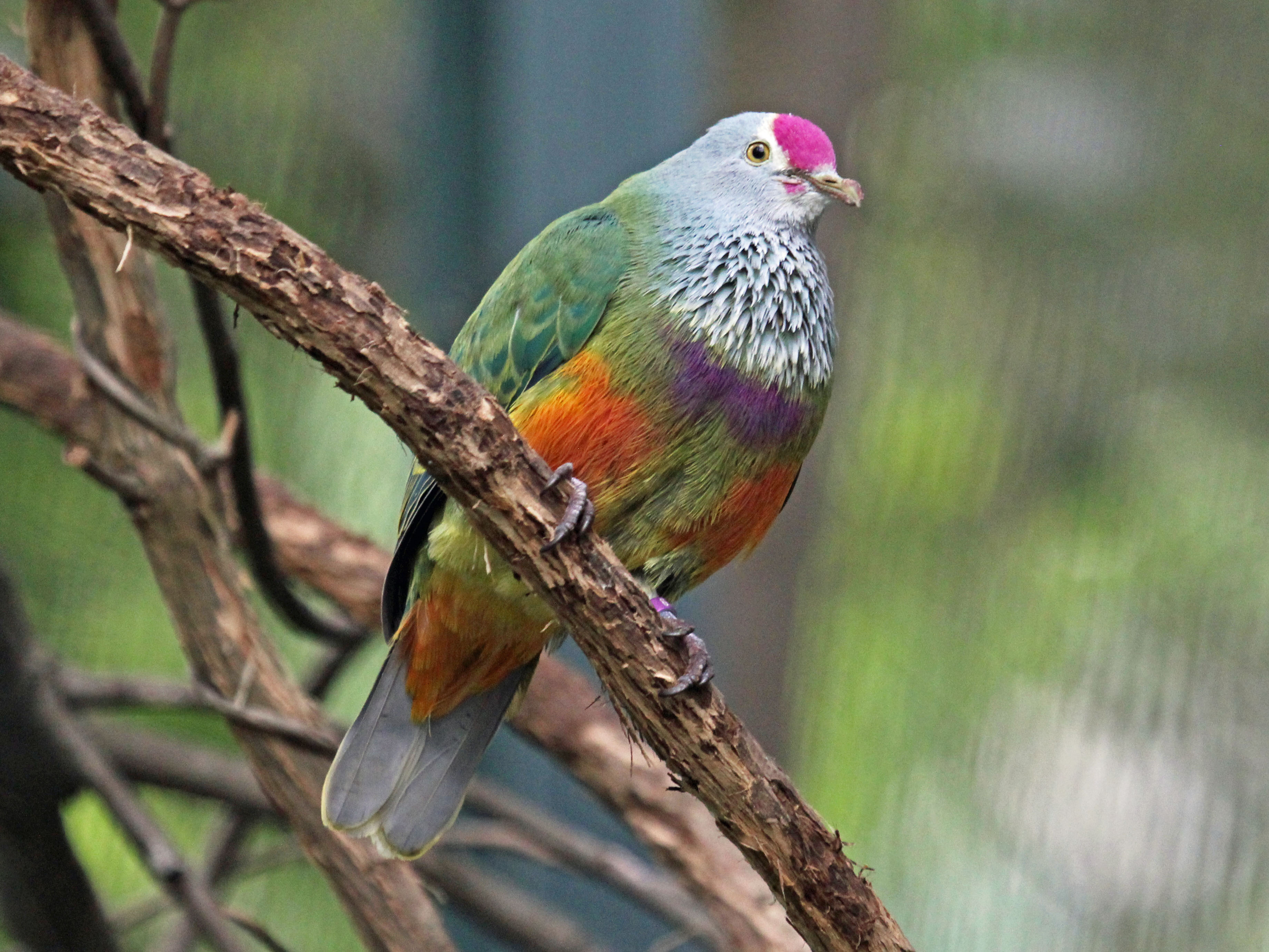
Тілопо маріанський (Ptilinopus roseicapilla) є символом Північних Маріанських островів

## Позначки
Наступні теги використані для виділення деяких категорій птахів.
- (А) Випадковий — вид, який рідко або випадково трапляється на Північних Маріанських островах
- (I) Інтродукований — вид, завезений на Північні Маріанські острови як наслідок, прямих чи непрямих людських дій
- (Е) Ендемічий — вид, який є ендеміком Північних Маріанських островів

## Гусеподібні(Anseriformes)
Родина: Качкові (Anatidae)
- Лебідь чорнодзьобий, Cygnus columbianus (A)
- Чирянка велика, Spatula querquedula
- Широконіска північна, Spatula clypeata (A)
- Нерозень, Mareca strepera
- Качка далекосхідна, Mareca falcata (A)
- Свищ євразійський, Mareca penelope
- Свищ американський, Mareca americana
- Крижень китайський, Anas zonorhyncha (A)
- Крижень звичайний, Anas platyrhynchos
- Шилохвіст північний, Anas acuta (A)
- Чирянка мала, Anas crecca (A)
- Попелюх звичайний, Aythya ferina
- Чернь чубата, Aythya fuligula
- Чернь морська, Aythya marila
- Чернь американська, Aythya affinis (A)
- Крех середній, Mergus serrator (A)

## Куроподібні(Galliformes)
Родина: Великоногові (Megapodiidae)
- Великоніг мікронезійський, Megapodius laperouse

Родина: Фазанові (Phasianidae)
- Курка банківська, Gallus gallus (I)

## Голубоподібні(Columbiformes)
Родина: Голубові (Columbidae)
- Голуб сизий, Columba livia (I)
- Streptopelia dusumieri (I)
- Alopecoenas xanthonurus
- Тілопо маріанський, Ptilinopus roseicapilla

## Зозулеподібні(Cuculiformes)
Родина: Зозулеві (Cuculidae)
- Коель новозеландський, Urodynamis taitensis (A)

## Серпокрильцеподібні(Apodiformes)
Родина: Серпокрильцеві (Apodidae)
- Колючохвіст білогорлий, Hirundapus caudacutus (A)
- Салангана маріанська, Aerodramus bartschi
- Салангана каролінська, Aerodramus inquietus
- Серпокрилець сибірський, Apus pacificus

## Журавлеподібні(Gruiformes)
Родина: Пастушкові (Rallidae)
- Пастушок гуамський, Gallirallus owstoni
- Курочка водяна, Gallinula chloropus
- Лиска звичайна, Fulica atra (A)

## Сивкоподібні(Charadriiformes)
Родина: Чоботарові (Recurvirostridae)
- Кулик-довгоніг чорнокрилий, Himantopus himantopus
- Кулик-довгоніг строкатий, Himantopus leucocephalus
- Himantopus mexicanus

Родина: Сивкові (Charadriidae)
- Сивка морська, Pluvialis squatarola
- Сивка бурокрила, Pluvialis fulva
- Пісочник монгольський, Charadrius mongolus
- Пісочник товстодзьобий, Charadrius leschenaultii
- Пісочник морський, Charadrius alexandrinus
- Пісочник великий, Charadrius hiaticula
- Пісочник малий, Charadrius dubius

Родина: Яканові (Jacanidae) 
- Якана довгохвоста, Hydrophasianus chirurgus (A)

Родина: Баранцеві (Scolopacidae)
- Кульон аляскинський, Numenius tahitiensis
- Кульон середній, Numenius phaeopus
- Кульон-крихітка, Numenius minutus
- Кульон східний, Numenius madagascariensis
- Кульон великий, Numenius arquata
- Грицик малий, Limosa lapponica
- Грицик великий, Limosa limosa
- Крем'яшник звичайний, Arenaria interpres
- Побережник великий, Calidris tenuirostris
- Брижач, Calidris pugnax
- Побережник болотяний, Calidris falcinellus (A)
- Побережник гострохвостий, Calidris acuminata
- Побережник червоногрудий, Calidris ferruginea (A)
- Побережник білохвостий, Calidris temminckii (A)
- Побережник довгопалий, Calidris subminuta
- Побережник рудоголовий, Calidris ruficollis
- Побережник білий, Calidris alba
- Побережник чорногрудий, Calidris alpina
- Побережник малий, Calidris minuta (A)
- Жовтоволик, Calidris subruficollis (A)
- Побережник арктичний, Calidris melanotos
- Неголь довгодзьобий, Limnodromus scolopaceus
- Баранець звичайний, Gallinago gallinago
- Баранець азійський, Gallinago stenura (A)
- Баранець лісовий, Gallinago megala
- Мородунка, Xenus cinereus
- Плавунець круглодзьобий, Phalaropus lobatus (A)
- Набережник палеарктичний, Actitis hypoleucos
- Коловодник лісовий, Tringa ochropus (A)
- Коловодник попелястий, Tringa brevipes
- Коловодник аляскинський, Tringa incana
- Коловодник строкатий, Tringa melanoleuca (A)
- Коловодник великий, Tringa nebularia
- Коловодник ставковий, Tringa stagnatilis
- Коловодник болотяний, Tringa glareola
- Коловодник звичайний, Tringa totanus

Родина: Дерихвостові (Glareolidae)
- Дерихвіст забайкальський, Glareola maldivarum

Родина: Поморникові (Stercorariidae)
- Поморник антарктичний, Stercorarius maccormicki (A)
- Поморник середній, Stercorarius pomarinus
- Поморник короткохвостий, Stercorarius parasiticus (A)
- Поморник довгохвостий, Stercorarius longicaudus

Родина: Мартинові (Laridae)
- Мартин звичайний, Chroicocephalus ridibundus
- Leucophaeus atricilla (A)
- Мартин чорнохвостий, Larus crassirostris (A)
- Мартин сріблястий, Larus argentatus (A)
- Мартин охотський, Larus schistisagus (A)
- Крячок бурий, Anous stolidus
- Крячок атоловий, Anous minutus
- Крячок білий, Gygis alba
- Крячок строкатий, Onychoprion fuscatus
- Крячок полінезійський, Onychoprion lunatus
- Крячок малий, Sternula albifrons
- Крячок білокрилий, Chlidonias leucopterus
- Крячок білощокий, Chlidonias hybrida
- Крячок індонезійський, Sterna sumatrana
- Крячок річковий, Sterna hirundo
- Крячок жовтодзьобий, Thalasseus bergii

## Фаетоноподібні(Phaethontiformes)
Родина: Фаетонові (Phaethontidae)
- Фаетон білохвостий, Phaethon lepturus
- Фаетон червонохвостий, Phaethon rubricauda

## Буревісникоподібні(Procellariiformes)
Родина: Альбатросові (Diomedeidae)
- Альбатрос гавайський, Phoebastria immutabilis

Родина: Океанникові (Oceanitidae)
- Океанник Вільсона, Oceanites oceanicus (A)

Родина: Качуркові (Hydrobatidae)
- Качурка північна, Hydrobates leucorhous
- Качурка мадерійська, Hydrobates castro (A)
- Качурка Матсудайра, Hydrobates matsudairae
- Качурка гавайська, Hydrobates tristrami (A)

Родина: Буревісникові (Hydrobatidae)
- Тайфунник макаулійський, Pterodroma cervicalis
- Тайфунник бонінський, Pterodroma hypoleuca
- Тайфунник австралійський, Pterodroma nigripennis
- Бульверія тонкодзьоба, Bulweria bulwerii
- Буревісник тихоокеанський, Calonectris leucomelas
- Буревісник клинохвостий, Ardenna pacificus
- Буревісник тонкодзьобий, Ardenna tenuirostris
- Буревісник острівний, Puffinus nativitatis
- Буревісник японський, Puffinus bannermani
- Буревісник молокайський, Puffinus newelli
- Буревісник реюньйонський, Puffinus bailloni

## Сулоподібні(Suliformes)
Родина: Фрегатові (Fregatidae)
- Фрегат-арієль, Fregata ariel
- Фрегат тихоокеанський, Fregata minor

Родина: Сулові (Sulidae)
- Сула жовтодзьоба, Sula dactylatra
- Сула білочерева, Sula leucogaster
- Сула червононога, Sula sula
- Сула чорнокрила, Papasula abbotti' (A)

Родина: Бакланові (Phalacrocoracidae)
- Баклан строкатий, Microcarbo melanoleucos (A)
- Баклан великий, Phalacrocorax carbo (A)

## Пеліканоподібні(Pelecaniformes)
Родина: Чаплеві (Ardeidae)
- Бугайчик китайський, Ixobrychus sinensis
- Бугайчик рудий, Ixobrychus cinnamomeus (A)
- Бугайчик чорний, Ixobrychus flavicollis (A)
- Чапля сіра, Ardea cinerea
- Чепура велика, Ardea alba
- Чепура середня, Ardea intermedia (A)
- Чепура мала, Egretta garzetta (A)
- Чепура тихоокеанська, Egretta sacra
- Чапля єгипетська, Bubulcus ibis
- Чапля мангрова, Butorides striata
- Квак звичайний, Nycticorax nycticorax
- Квак каледонський, Nycticorax caledonicus (A)

## Яструбоподібні(Accipitriformes)
Родина: Скопові (Pandionidae)
- Скопа, Pandion haliaetus

Родина: Яструбові (Accipitridae)
- Circus spilonotus (A)
- Яструб китайський, Accipiter soloensis
- Шуліка чорний, Milvus migrans
- Канюк звичайний, Buteo buteo
- Buteo japonicus (A)

## Совоподібні(Strigiformes)
Родина: Совові (Strigidae)
- Сова болотяна, Asio flammeus (A)

## Bucerotiformes
Родина: Одудові (Upupidae) 
- Одуд, Upupa epops

## Сиворакшоподібні(Coraciiformes)
Родина: Рибалочкові (Alcedinidae)
- Альціон маріанський, Todiramphus albicilla (E)

Родина: Сиворакшові (Coraciidae)
- Широкорот східний, Eurystomus orientalis

## Соколоподібні(Falconiformes)
Родина: Соколові (Falconidae)
- Боривітер звичайний, Falco tinnunculus
- Кібчик амурський, Falco amurensis (A)
- Сапсан, Falco peregrinus

## Горобцеподібні(Passeriformes)
Родина: Медолюбові (Meliphagidae)
- Медовичка мікронезійська, Myzomela rubratra

Родина: Личинкоїдові (Campephagidae)
- Личинкоїд сірий, Pericrocotus divaricatus (A)

Родина: Віялохвісткові (Rhipiduridae)
- Віялохвістка рудолоба, Rhipidura rufifrons

Родина: Дронгові (Dicruridae)
- Дронго чорний, Dicrurus macrocercus (I)

Родина: Монархові (Monarchidae)
- Монарх тиніанський, Monarcha takatsukasae (E)

Родина: Воронові (Corvidae)
- Ворона гуамська, Corvus kubaryi

Родина: Очеретянкові (Acrocephalidae)
- Очеретянка солов'їна, Acrocephalus luscinia
- Очеретянка саїпанська, Acrocephalus hiwae (E)
- Очеретянка агвігуанська, Acrocephalus nijoi (E)
- Очеретянка маріанська, Acrocephalus yamashinae (E)

Родина: Ластівкові (Hirundinidae)
- Ластівка сільська, Hirundo rustica

Родина: Окулярникові (Zosteropidae)
- Окулярник золотий, Cleptornis marchei (E)
- Окулярник говіркий, Zosterops conspicillatus
- Окулярник ротійський, Zosterops rotensis (E)

Родина: Шпакові (Sturnidae)
- Шпак-малюк мікронезійський, Aplonis opaca
- Шпак сірий, Spodiopsar cineraceus (A)

Родина: Дроздові (Turdidae)
- Дрізд темний, Turdus eunomus (A)

Родина: Мухоловкові (Muscicapidae)
- Мухоловка далекосхідна, Muscicapa griseisticta (A)

Родина: Астрильдові (Estrildidae)
- Астрильд золотощокий, Estrilda melpoda (I)
- Мунія чорноголова, Lonchura atricapilla (I)

Родина: Горобцеві (Passeridae)
- Горобець польовий, Passer montanus (I)

Родина: Плискові (Motacillidae)
- Плиска гірська, Motacilla cinerea (A)
- Плиска жовта, Motacilla flava (A)
- Плиска аляскинська, Motacilla tschutschensis (A)
- Плиска біла, Motacilla alba (A)